# Schlehenlikör

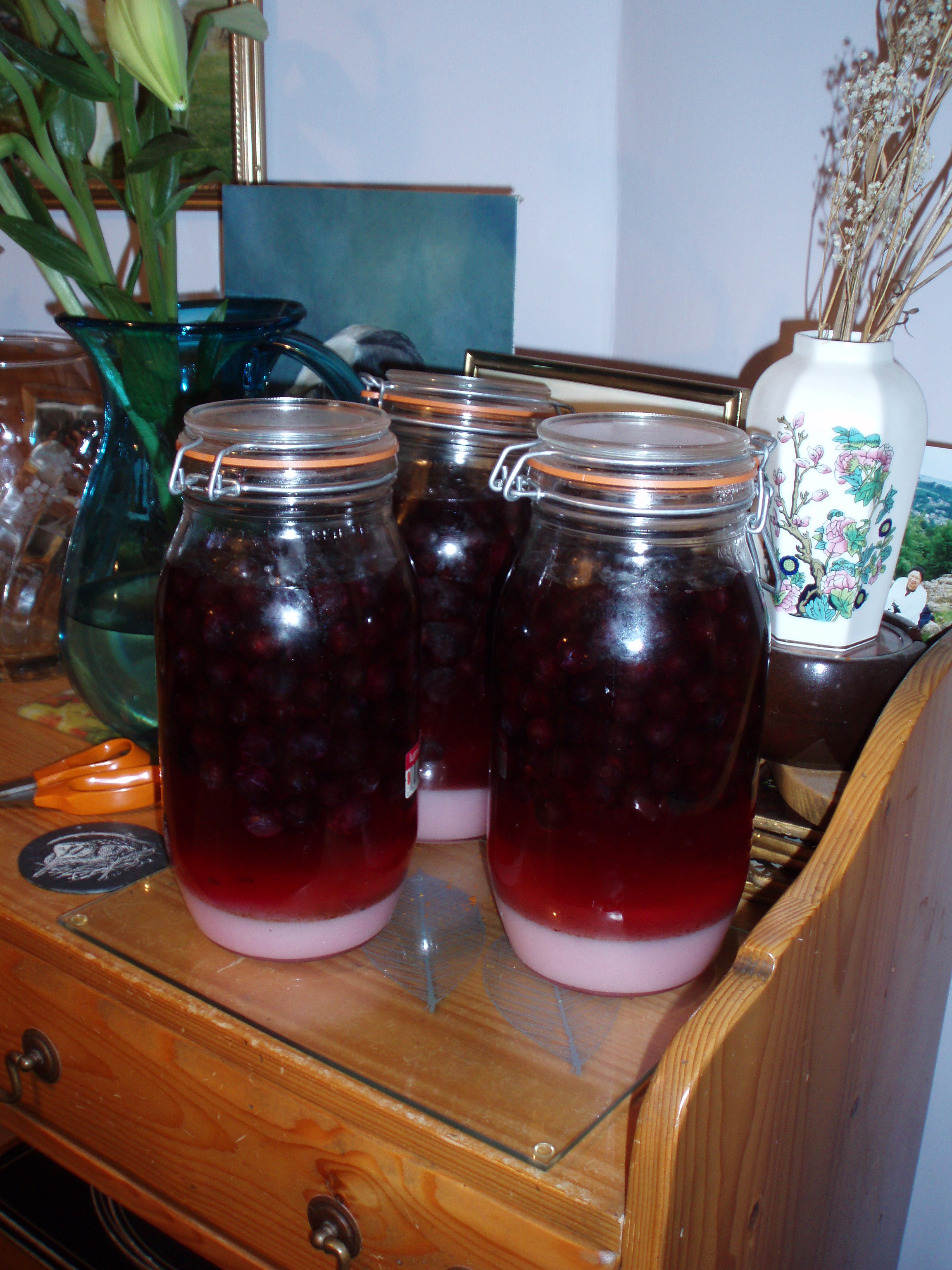
Hausgemachter Schlehenlikör

Schlehenlikör, auch Sloe Gin (von englisch sloe ‚Schlehe‘) oder Schlehenfeuer, bezeichnet einen Likör aus den Früchten des Schlehdorns (Schlehen, Schlehenbeeren), einer mit den Zwetschgen verwandten Steinobstart.

## Rezepte
Für die Herstellung von hausgemachtem Schlehenlikör sind viele Rezepturen überliefert. Zumeist werden dafür reife Schlehenfrüchte, die nach dem ersten Frost geerntet werden, mit Zucker und Korn, Wodka, Gin oder Rum angesetzt. Als weitere Aromen werden auch manchmal Zimt, Nelken, Muskat oder Sternanis beigegeben. Dieser Ansatz wird für mehrere Wochen oder Monate gelagert, dann gefiltert und abgefüllt.
Bei der industriellen Herstellung werden die Schlehenfrüchte in Alkohol mazeriert; zusätzlich entzieht Zucker den Saft aus den Früchten. Die in den Kernen der Schlehenfrüchte enthaltene Blausäure verleiht Schlehenlikören ein bittermandelähnliches Aroma.

## Schlehenliköre
- Unter dem Namen „Schlehenfeuer“ produzierte und vertrieb die Mast-Jägermeister SE bis Ende 2020 einen Likör mit einem Alkoholgehalt von 38 % Vol., der nach eigener Angabe aus wilden Schlehen und karibischem Rum hergestellt war. Insbesondere in den 1970er und 1980er Jahren wurde das meist hellrote Produkt stark beworben.
- In Italien gibt es den Schlehenlikör Bargnolino, der vor allem in der Provinz Piacenza hergestellt wird.
- In Frankreich ist für Schlehenlikör die Bezeichnung Prunelle geläufig.
- Dort wird im Elsass auch ein Schlehenschnaps (Eau de vie de prunelle), also ein aus Schlehen ohne Zuckerzusatz gebrannter Alkohol hergestellt. Ebenfalls kein Schlehenlikör, sondern eine bloß mit Schlehen aromatisierte Spirituose[1] ist der Pacharán aus Spanien, dort vor allem aus der Region Navarra.

## Sloe Gin
Sloe Gin ist die englische Verkehrsbezeichnung für Schlehenlikör und umfasst selbst hergestellte wie kommerziell vertriebene Produkte. Sloe Gins waren lange in Vergessenheit geraten, erfreuen sich aber – auch bedingt durch den gleichnamigen Song von Tim Curry aus dem Jahr 1978 – in jüngerer Zeit wieder einer Beliebtheit und werden von verschiedenen Herstellern angeboten, darunter Gordon’s (26 % Vol.), Boudier (25 % Vol.), Cowen (26 % Vol.), Hayman’s (26 % Vol.), Plymouth (26 % Vol.), Monkey’s (29 % Vol.) sowie das Münchener Unternehmen The Bitter Truth (28 % Vol.) und die Langeooger Gin Company mit der Variation Black Island Gin No. 3 (30 % Vol.) sowie einer im Hybridfass eingelagerten RESERVE-Variation.
Im Binnenmarkt der EU heißt Sloe Gin ein Likör mit einem Alkoholgehalt von mindestens 25 % Vol., der durch Mazeration von Schlehen(früchten) in Gin erzeugt ist und dem auch Schlehensaft zugesetzt sein kann. Es dürfen nur natürliche Aromastoffe und Aromaextrakte verwendet werden. Wie jeder Likör muss Sloe Gin einen Mindestzuckergehalt haben, hier 100 g Invertzucker pro Liter, also mehr als etwa bei Kirschlikören. Entgegen dem Eindruck, den der Name erweckt, muss das Erzeugnis nicht zwingend den einst namensgebenden Kontakt mit Gin gehabt haben, sondern es genügt Ethylalkohol landwirtschaftlichen Ursprungs und „eventuell“ zugesetzter Fruchtsaft. Manche Hersteller verwenden jedoch noch Gin.
In Dorstone (Herefordshire) gibt es jedes Jahr im Januar eine Sloe Gin Competition (Sloe-Gin-Wettbewerb), bei dem Preise für selbst angesetzte Sloe Gins vergeben werden.
Ein bekannter Cocktail mit Sloe Gin ist der Sloe Gin Fizz.

## Belege
1. ↑  gem. Anh. I Nr. 32 VO(EU) 2019/787
2. ↑   Verordnung (EG) Nr. 110/2008 des Europäischen Parlaments und des Rates vom 15. Januar 2008 zur Begriffsbestimmung, Bezeichnung, Aufmachung und Etikettierung von Spirituosen sowie zum Schutz geografischer Angaben für Spirituosen und zur Aufhebung der Verordnung (EWG) Nr. 1576/89. Anhang II, Nr. 37, abgerufen am 28. Dezember 2012; seit Mai 2021 in Anh. I Nr. 35 VO(EU) 2019/787
3. ↑  Anh. I Nr. 33 a) römisch 1, 3. Spiegelstrich VO(EU) 2019/787
4. ↑  Golden Valley annual Sloe Gin Competition prepares for kick off Hereford Times, 11. Januar 2011 (englischsprachig), aufgerufen am 28. Dezember 2011.